# Jason Mercier
Jason Mercier (* 12. listopadu 1986) je americký profesionální hráč pokeru. Doposud stačil vyhrát šest náramky World Series of Poker a jeden titul European Poker Tour. Mercier je členem Teamu PokerStars Pro a byl jmenován časopisem Bluff hráčem roku 2009.

## Pokerová kariéra
Jako většina současných mladých hráčů začal Jason Mercier hrát poker po vítězství Chrise Moneymakera v WSOP maint enent 2003. Začal hrát se spolužáky na Florida Atlantic University a poté vyzkoušel online poker.
V roce 2008 dosáhl na první velký úspěch ve své kariéře, když dokázal vyhrát do té doby největší turnaj v Itálii EPT San Remo. Po návratu z EPT San Remo se Jason zúčastnil své první WSOP. Hrál 3 turnaje a jeho nejlepším výsledkem bylo 13. místo v 2500dolarovém No Limit Hold 'em, kde vydělal 30 203 dolarů. V září 2008 mohl v Barceloně získat další titul EPT, ovšem skončil na 6. místě. O měsíc později získal další téměř milionovou výhru, když vyhrál High Roller v rámci EPT London. Tehdy si na svůj účet připsal částku 944 847 dolarů.
V roce 2009 získal svůj první WSOP náramek, bylo to v 1500dolarovém turnaji Pot Limit Omaha. Rok 2009 byl zatím jeho nejlepším. Ne do počtu vyhraných peněz, ale v počtu vyhraných turnajů. Jelikož ovládl spoustu menších turnajů a byl poté po zásluze odměněn časopisem Bluff, když byl zvolen hráčem roku. Rok 2010 začal stejně úspěšně jako v předchozí dva roky. Stále držel vlnu úspěchů. Vyhrál turnaj PokerStars NAPT Mohegan Sun 25 000 dolarů Bounty Shootout a za to byl oceněn vysokou výhrou 475 000 dolarů. Toto vítězství dokázal jako jediný zopakovat v roce 2011. Za první místo tentokrát vydělal 246 600 dolarů.
Druhý WSOP náramek dokázal získat v roce 2011, kdy vyhrál WSOP 5000dolarový Pot Limit Omaha za 619 575 dolarů.

## Vítězné turnaje WSOP
| Rok  | Turnaj                             | Výhra (v dolarech) |
| ---- | ---------------------------------- | ------------------ |
| 2009 | 1500dolarový Pot Limit Omaha       | 237 462            |
| 2011 | 5000dolarový Pot Limit Omaha 6-Max | 619 575            |

## Vítězné turnaje EPT
| Rok  | Turnaj                                    | Výhra (v dolarech) |
| ---- | ----------------------------------------- | ------------------ |
| 2008 | EPT San Remo 4700eurový No Limit Hold 'em | 1 372 893          |

## Nejlepší umístění jeho kariéry
| Datum       | Turnaj                                                           | Místo | Výhra (v dolarech) |
| ----------- | ---------------------------------------------------------------- | ----- | ------------------ |
| duben 2008  | EPT San Remo 4700eurový No Limit Hold 'em                        | 1.    | 1 372 893          |
| září 2008   | EPT Barcelona 8000eurový No Limit Hold 'em                       | 6.    | 324 946            |
| září 2008   | WSOPE 5 000librový Pot Limit Omaha                               | 8.    | 48 763             |
| říjen 2008  | EPT London 20000librový High Roller Event                        | 1.    | 944 847            |
| únor 2009   | LA Poker Classic 1500dolarový Pot Limit Omaha                    | 1.    | 35 577             |
| únor 2009   | LA Poker Classic 5000dolarový No Limit Hold 'em                  | 4.    | 71 392             |
| březen 2009 | Wynn Classic 1000dolarový No Limit Hold 'em                      | 1.    | 81 480             |
| červen 2009 | No Limit Hold 'em                                                | 1.    | 237 462            |
| červen 2009 | WSOP 10000dolarový World Championship Heads-Up                   | 16.   | 38 424             |
| říjen 2009  | WSOPE 10000librový No Limit Hold 'em Main Event                  | 4.    | 440 620            |
| říjen 2009  | EPT London 2500librový No Limit Hold 'em                         | 1.    | 185 000            |
| duben 2010  | NAPT Mohegan Sun 25000dolarový Bounty Shootout No Limit Hold 'em | 1.    | 475 000            |
| září 2010   | PokerStars WCOOP 1050dolarový No Limit Hold 'em                  | 1.    | 435 862            |
| duben 2011  | NAPT Mohegan Sun Bounty Shootout No Limit Hold 'em               | 1.    | 246 600            |
| květen 2011 | EPT Madrid Grand Final Champion of Champions                     | 1.    | 74 212             |
| červen 2011 | WSOP 5000dolarový Pot Limit Omaha 6-Max                          | 1.    | 619 575            |
| srpen 2011  | Epic Poker League Event 1 - Main Event                           | 3.    | 360 970            |